# Glenea salwattyana
Glenea salwattyana é uma espécie de escaravelho da família Cerambycidae. Foi descrita por Stephan von Breuning em 1966.